# Municipalità regionale della contea di Marguerite-D'Youville
La municipalità regionale della contea di Marguerite-D'Youville è una municipalità regionale di contea del Canada, localizzata nella provincia del Québec, nella regione di Montérégie.
Il suo capoluogo è Verchères.

## Suddivisioni
City e Town
- Contrecœur
- Sainte-Julie
- Varennes

Municipalità
- Calixa-Lavallée
- Saint-Amable
- Verchères